# 汝伯仕
汝伯仕（越南语：／；1788年—1867年），字元立（越南语：／），號澹齋（越南语：／），越南阮朝官員、詩人。

## 生平
汝伯仕是清化省河中府美化縣楊水總葛川社葛村（今屬清化省弘化縣弘葛社）人，後黎朝昭統二年（1788年）出生。明命二年（1821年），參加清華場鄉試，考中鄉貢。初授仙侶知縣，累遷刑部員外郎。明命十一年（1830年），升署郎中，出監廣義省糖稅，因事免職，派往廣東效力。後開復為檢討，領安樂縣訓導，再升懷德府教授，加翰林院修撰，但因病離職。
嗣德初，阮廷多次起復汝伯仕，但他均稱病推辭。嗣德五年（1852年），受命修撰《清化省志》，次年（1853年）擢升為著作，領清化督學，後又辭官回鄉。
汝伯仕在家時依然關注時政，多次向嗣德帝進密奏，得嗣德帝欣賞，準他與清、乂二省大臣共同商議公事。
嗣德二十年（1867年），汝伯仕病逝，年八十歲。

## 作品
汝伯仕著有《越史三百詠》、《飛鳥元音》、《粵行雜草》、《澹齋主人文集》、《澹齋詩課》、《澹齋詩文集》、《澹齋壓線集》、《大學圖說》、《清化省志》、《沂菴翰香》、《澹齋冠儀》、《沂菴別錄》等。

## 子女
子汝以烜、汝知述均考中舉人。